# 88961 Валпертіле
88961 Валпертіле (88961 Valpertile) — астероїд головного поясу, відкритий 14 жовтня 2001 року.
Тіссеранів параметр щодо Юпітера — 3,346.